# Foshan International Plaza
Le Foshan International Plaza est un gratte-ciel de 208 mètres construit en 2008 à Foshan en Chine.